# Малые Проходы
Ма́лые Проходы́ (устар. Ма́лые Проходцы́, укр. Малі Проходи) — село,
Проходовский сельский совет,
Дергачёвский район, Харьковская область, Украина.
Код КОАТУУ — 6322081501. Население по переписи 2001 года составляет 401 (182/219 м/ж) человек.
Является административным центром Проходовского сельского совета, в который, кроме того, входят сёла
Алисовка,
Большие Проходы и
Высокая Яруга.

## Географическое положение
Село Малые Проходы находится в балках Родник (в 19 веке Водник) и Мурзинка, в 3-х км от Травянского водохранилища (река Харьков); к селу примыкают большие лесные массивы (дуб).

## История
- 1716 — дата первого упоминания.[1]

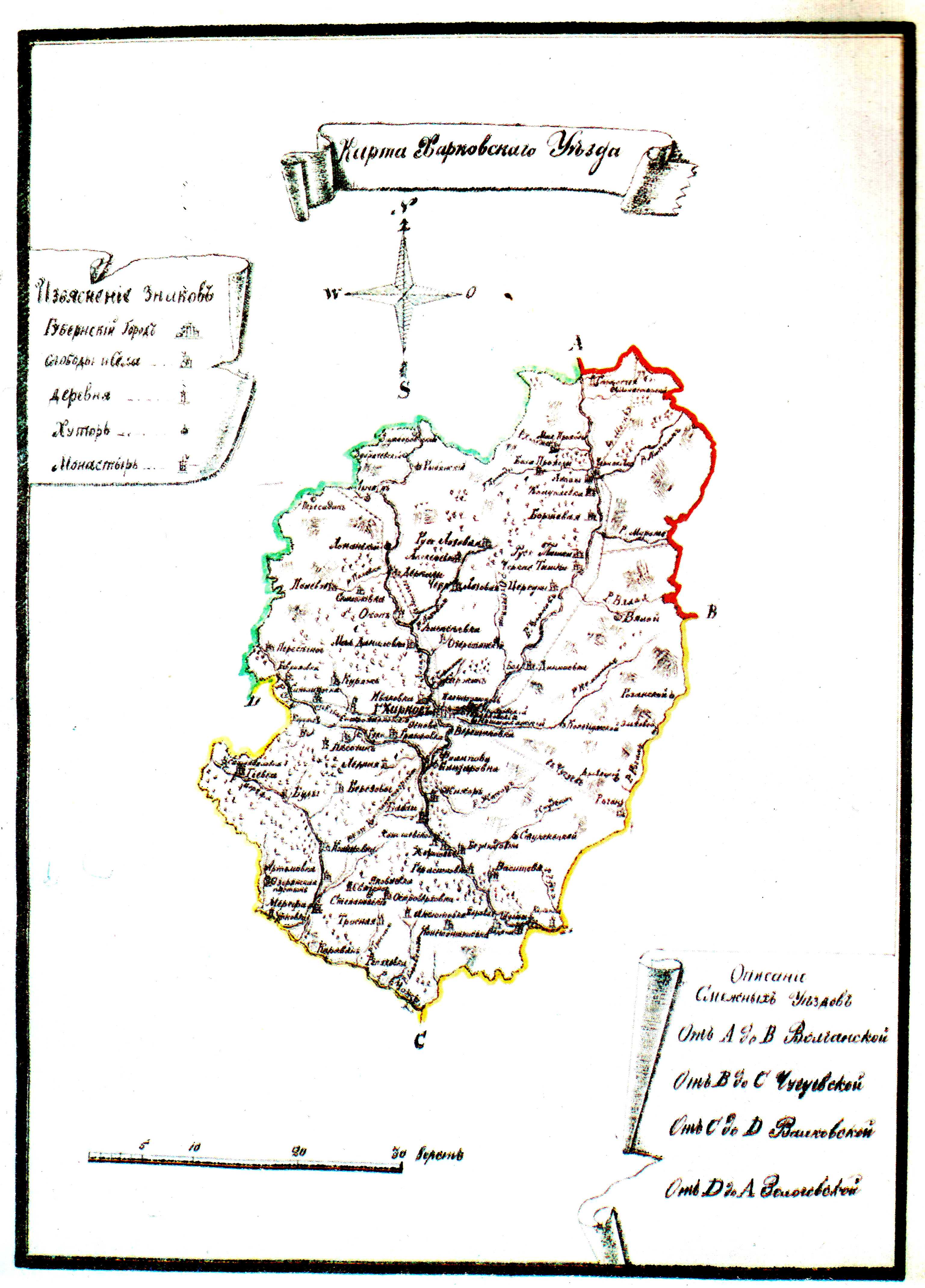
Б. и М. Проходы на карте Харьковского уезда 1788 года

- В 19 веке село называлось также Малые Проходцы[3].
- По данным Центрального статистического комитета Министерства внутренних дел Российской империи на 1864 год, в списках населённых мест Харьковской губернии (СПб., 1869) под № 353 значится: «Харьковская губерния, Харьковский уезд, Стан 2-й; — Малые Проходы, село казённое, при безымянной реке; расстояние в верстах от уездного центра — 28, от становой квартиры — 5; число дворов — 98; число жителей: мужского пола — 485 чел., женского пола — 473 чел. Церковь православная 1.»[6].
- В 1940 году, перед ВОВ, в Малых Проходах были 293 двора, церковь, сельсовет и три ветряные мельницы.[2]

## Происхождение названия
Название села происходит от слобожанского диалектизма «проходы», который обозначает «бугры», «яры», «яруги», то есть бугристую местность. Малые потому, что население слободы было меньше, чем в Больших Проходах.
По гидронимической версии, название села произошло от названия реки Проходы, правого притока реки Харьков, на северном склоне балки которой находилась слобода.

## Экономика
- В селе есть машинно-тракторные мастерские.
- Фермеские хозяйства такие как: КФХ «Обрий»
- Конно-спортивный клуб

## Объекты социальной сферы
- Клуб.
- Малопроходянский фельдшерско-акушерский пункт.
- Сельский совет.
- Почта

## Известные люди
- Белозёров, Иван Павлович — уроженец села, Герой Советского Союза.

## Достопримечательности
- Братская могила советских воинов. Похоронено 323 воина.